# سهميات
السهميات هي مجموعة منقرضة من رأسيات الأرجل البحرية، والتي تشبه الحبارات الحديثة كثيراً من جوانب عديدة وتملك علاقة قرابة قوية مع السبريدج. ومثلهم، تملك السهميات كيس حبر داخل أجسامها، لكن على عكس الحبارات فهم يَملكون 10 أذرع بأطوال متساوية تقريباً، ولا تملك أية مجسات. تعود العديد من أحافير السهميات إلى العصرين الجوراسي والطباشيري، حيث كانت منتشرة ومزدهرة قبل أن تنقرض بحلول نهاية الحقبة. وهي عادة ما تملك أصدافاً تشبه إلى حد ما أصداف النوتويديات.

## الأحافير
كانت السهميات ضخمة خلال العصرين الجوراسي والطباشيري، وأحافيرها غنية في الضخور البحرية العائدة إلى الحقبة الوسطى، فكثيراً ما تكون أحافيرها مترافقة في نفس الموقع مع أحافير أبناء عمها الأمونيتات. انقرضت السهميات عند نهاية العصر الطباشيري - مثل الأمونيتات - ضمن انقراض العصر الطباشيري-الثلاثي. أسلاف السهميات هي الباكتيريديات من النوتويديات، والتي تعود إلى العصر الديفوني، أما أحافير السهميات فيُمكن أن توجد في الصخور التي تعود إلى العصر الفحمي المبكر واستمراراً إلى الطباشيري. من أحافير رأسيات الأرجل الأخرى الأمونيتات والنوتويدات.

## التشريح
تملك السهميات «أنبوباً حُجرياً» (مقسماً إلى حجرات) مركزياً يَتكون من الأرغونيت ولا يَملك قابلية للطفو. يُوجد حتى مؤخرة الحيوان غطاء ثقيل من الكالتايس يَبدو أن دوره الرئيسي كان موازنة مقدمة الحيوان، فهو يُشكل مركز الكتلة تخت مركز قابلية الطفو، مما يَزيد من استقرار سباحة الحيوان. يَتراوح طول الغطاء عادة بين ثلث وخمس طول الجسم الكامل بما في ذلك الأذرع.
مثل بعض الحبارات الحديثة، تحمل أذرع السهميات سلسلة من الخطافات الصغيرة للإمساك بالفريسة. كانت السهميات لواحم فعالة أمسكت بالأسماك الصغيرة والحيوانات البحرية الأخرى بأذرعها وأكلتها بفكوكها الشبيهة بالمناقير. وبدورها، يَبدو أن السهميات كوّنت جزءاً من غذاء الزواحف البحرية مثل الإكتيوصور، والذي كثيراً ما تحوي معاه المتحجرة خطافات من أذرع رأسيات الأرجل.

## البيئة
كانت السهميات تملك قابلية طبيعية للطفو بشكل فعال، وقد سبحت في الأمكان القريبة من السواحل إلى المحيطات النصف رفية. وقد استطاعت استخدام زعانفها لتتكيف مع كل سرعات تيارات الماء، ففي تيار معتدل يُمكنها الرفرفة لدفع نفسها عبره، أما في تيار أقوى فيُمكنها التشبث ومقاومته، وعندما تسبح بسرعة بالدفع النفاث فيُمكنها أن تثني جسمها للسباحة بشكل انسيابي.